# التقسيم الإداري في تنزانيا
يتم التحكم في التقسيمات الإدارية في تنزانيا بموجب الجزء الأول، المادة 2.2 من دستور تنزانيا. تنقسم تنزانيا إلى إحدى وثلاثين إقليم (مكوا باللغة السواحيلية). ينقسم كل إقليم إلى مقاطعات (ولاية باللغة السواحيلية). الولايات مقسمة إلى شُعب (تارافا باللغة السواحيلية) ثم إلى قطاعات محلية ‏ (كاتا باللغة السواحيلية). تُقسم الشعب أيضًا لأغراض إدارية: الشعب الحضرية إلى الشوارع (امتا باللغة السواحيلية) والشعب الريفية إلى القرى (كيجيجي باللغة السواحيلية). يمكن تقسيم القرى إلى نجوع (كيتونغوجي باللغة السواحيلية).

## الأقاليم
في عام 1922، قسمت تنجانيقا البريطانية إلى اثنتين وعشرين إقليمًا، تُعرف باسم "الأقسام": أروشا، باجامويو، بوكوبا، دار السلام، دودوما، إيرينجا، كيلوا، كوندوا-إيرانيجي، ليندي، ماهينج، موروجورو، موشي، موانزا، بنجاني، روفيجي، رونجوي، سونجي، تابورا، تانجا، أوفيبا، أوجيجي، وأوسامبارا.

## الولايات
وفقًا لتعداد تنزانيا الوطني لعام 2012، قسمت تنزانيا إلى 169 ولاية. هناك نوع واحد من المناطق الريفية: مجلس المقاطعة. وهناك ثلاثة أنواع من المناطق الحضرية: مجلس البلدة، والمجلس البلدي، ومجلس المدينة. 

## الشُعب
الشُعبة هو تنظيم إداري لعدة قطاعات.

## القطاعات
القرية هي أدنى هيكل إداري حكومي على مستوى المجتمع. في منطقة حضرية، يمكن أن تشتمل المجموعة (mtaa) على عدد من الشوارع. القطاع (Kata) هو هيكل إداري لمدينة واحدة أو جزء من مدينة أكبر (قطاع حضري). تتكون القطاعات الريفية من عدة قرى.